# Peach Bowl 2014
Match précédent Match suivant
Le Peach Bowl 2014 est un match annuel d'après-saison régulière de football américain de niveau universitaire se tenant au Georgia Dome d'Atlanta en Géorgie. Il s'agit de la 47e édition.
Il se déroule le 31 décembre 2014 à partir de 12:30 PM ET (18:30 heures française) et met en présence les Horned Frogs de TCU issus de la Big 12 Conference aux Rebels d'Ole Miss  issus de la Southeastern Conference (SEC). Le match est retransmis sur ESPN et sur ESPN Deportes. Il est également retransmis en radio sur ESPN Radio et XM Satellite Radio.
Sponsorisé par une chaîne de restaurants chinois appelée Chick-fil-A, le match est officiellement dénommé le Chick-fil-A Peach Bowl. C'est cependant la première fois depuis 2005 que l'on désignera ce match comme le Peach Bowl.

## Présentation du match
| Équipes                          | Conférences | Entraîneurs    | Stats. saison rég. |
| -------------------------------- | ----------- | -------------- | ------------------ |
| #20 Horned Frogs de TCU          | Big 12      | Gary Patterson | 11-1               |
| #22 Rebels d'Ole Miss            | SEC         | Hugh Freeze    | 9-3                |
| Arbitre : Jerry Magallanes (ACC) |             |                |                    |

C'est le Comité du CFP (College Football Playoff) qui a désigné pour participer au bowl, les équipes de TCU Horned Frogs (issue de la Big 12 Conference) et d'Ole Miss Rebels (issue de la Southeastern Conference), classées respectivement # 6 et # 9 après la saison régulière.
Il s'agira de la 7e rencontre officielle entre ces deux équipes, Ole Miss menant les débats, 4 victoires à 2, la dernière rencontre ayant eu lieu en 1983. Elles se sont déjà rencontrées à 2 reprises lors de bowls soit lors du Delta Bowl de 1948 et lors du Cotton Bowl de 1956.
TCU est donné favori à 4 contre 1 par les bookmakers
| Dates            | Lieux                          | Vainqueurs | Vainqueurs | Perdants | Perdants | Stats.      |
| ---------------- | ------------------------------ | ---------- | ---------- | -------- | -------- | ----------- |
| 1er janvier 1948 | Delta Bowl; Memphis, Tennessee | MIS        | 13         | TCU      | 9        | MIS 1–0     |
| 22 octobre 1949  | Fort Worth, Texas              | TCU        | 33         | MIS      | 27       | Egalité 1–1 |
| 28 octobre 1950  | Memphis, Tennessee             | MIS        | 19         | TCU      | 7        | MIS 2–1     |
| 2 janvier 1956   | Cotton Bowl; Dallas, Texas     | MIS        | 14         | TCU      | 13       | MIS 3–1     |
| 16 octobre 1982  | Oxford, Mississippi            | Ole Miss   | 27         | TCU      | 9        | MIS 4–1     |
| 15 octobre 1983  | Fort Worth, Texas              | Ole Miss   | 20         | TCU      | 7        | MIS 5–1     |

## Résumé du match
Atlanta, 45 °F, brumeux.

## Statistiques[5]
| ÉVOLUTION DU SCORE du PEACH BOWL 2014 |                              |                              |                              |                              |                              | |       |       |
| QT                                    | Temps                        | Drive                        | Drive                        | Drive                        | Équipe                       | Description de l'action | Score | Score |
| QT                                    | Temps                        | Jeux                         | Yards                        | TDP                          | Équipe                       | Description de l'action | TCU   | MIS   |
| 1                                     | 14:00                        | 2                            | 35                           | 00:37                        | TCU                          | TD de 31 yds par RB Aaron Green à la suite d'une passe de WR Kolby Listenbee + 1 pt de conversion par kicker Jaden Oberkrom             | 7     | 0     |
| 1                                     | 06:23                        | 15                           | 78                           | 05:56                        | TCU                          | TD à la course de 15 yds par RB Aaron Green + 1 pt de conversion par kicker Jaden Oberkrom                                              | 14    | 0     |
| 2                                     | 11:00                        | 11                           | 63                           | 03:50                        | TCU                          | TD de 12 yds par WR Josh Doctson à la suite d'une passe de QB Trevone Boykin + 1 pt de conversion par kicker Jaden Oberkrom             | 21    | 0     |
| 2                                     | 02:00                        | -                            | -                            | -                            | TCU                          | TD pat DE James McFarland (interception dans red-zone adverse d'une passe du QB adverse) + 1 pt de conversion par kicker Jaden Oberkrom | 28    | 0     |
| 3                                     | 13:37                        | 3                            | 34                           | 01:23                        | TCU                          | TD par WR K. Listenbee à la suite d'une passe de 35 yds de QB T. Boykin + 1 pt de conversion par kicker Jaden Oberkrom                  | 35    | 0     |
| 3                                     | 13:09                        | 1                            | 27                           | 00:08                        | TCU                          | TD de 27 yds par WR Josh Doctson à la suite d'une passe de QB Trevone Boykin + 1 pt de conversion par kicker Jaden Oberkrom             | 42    | 0     |
| 4                                     | 07:18                        | 4                            | 1                            | 01:50                        | MIS                          | FG de 27 yds par kicker Gary Wunderlich                                                                                                 | 42    | 3     |
| "TDP" = temps de possession.          | "TDP" = temps de possession. | "TDP" = temps de possession. | "TDP" = temps de possession. | "TDP" = temps de possession. | "TDP" = temps de possession. | "TDP" = temps de possession. | 42    | 3     |

| Statistiques par Équipes               |            |            |
| Données                                | TCU        | MIS        |
| 1er Down                               | 24         | 10         |
| Conversion de 3e Down                  | 8/14       | 3/15       |
| Conversion de 4e Down                  | 1/1        | 0/1        |
| Total de yards                         | 423        | 129        |
| Yards à la course                      | 176        | 9          |
| Yards à la passe                       | 247        | 120        |
| Passes : Réussies-Tentées-Interceptées | 27/37      | 11/27      |
| TD                                     | 6          | 0          |
| Field Goal                             | 0          | 1          |
| Sack (Nombre-Yards perdus)             | 3/10 yards | 5/32 yards |
| Fumble (Nombre/Perdus)                 | 1          | 1          |
| Pénalité (Nombre/Yards perdus)         | 5/55 yards | 6/44 yards |
| Temps de possession                    | 35:00      | 25:00      |

| Meilleur Joueur (MVP) | Meilleur Joueur (MVP) | Meilleur Joueur (MVP) | Meilleur Joueur (MVP) |
| --------------------- | --------------------- | --------------------- | --------------------- |
| Catégorie             | Nom                   | Équipe                | Poste                 |
| Attaque               | Trevone Boykin        | TCU                   | QB                    |
| Séfense               | James McFarland       | TCU                   | DE                    |

| Statistiques individuelles |                  |                                |
| Quaterbacks                |                  |                                |
| TCU                        | Trevone Boykin   | 22/31, 188 yards, 3 TDs        |
| MIS                        | Bo Wallace       | 10/23, 109 yards, 0 TD, 3 Int. |
| Meilleurs coureurs         |                  |                                |
| TCU                        | Aaron Green      | 18 courses, 67 yards, 1 TD     |
| MIS                        | I'Tavius Mathers | 7 courses, 26 yards            |
| Meilleurs receveurs        |                  |                                |
| TCU                        | Josh Doctson     | 6 Réc., 59 yards, 2 TDS        |
| MIS                        | Markell Pack     | 4 Réc., 55 yards               |
| Meilleurs takleurs         |                  |                                |
| TCU                        | Mallet, Marcus   | 7 tackles, 3 assistes          |
| MIS                        | Issac Gross      | 6 tackles                      |